# E☆2スナックノベルス
E☆2スナックノベルス（えつ・スナックノベルス、E☆2 Snack Novels）は、メディエイション発行 / 廣済堂あかつき 出版事業部発売のライトノベル系文庫レーベル。2008年12月19日創刊。

## 概要
アールビバン内の出版事業部であるメディエイションから発行されているライトノベル系文庫レーベル。名称は「ノベルス」となっていたが、サイズは新書判（いわゆるノベルズ判）ではなく文庫判となっていた。雑誌『E☆2』（発行：メディエイション 発売：飛鳥新社→ビオ・マガジン）に連載されている読者参加企画の小説化作品がラインナップの中心になっていた。なおこのレーベル名は、ライトノベルの中でも更に手軽に、おやつ感覚で読む事の出来る小説にするために半ば強引に名づけられたという。
創刊当初は飛鳥新社が発売元であったが、2009年8月30日発売分より廣済堂あかつき 出版事業部へと変更された。

## 作品一覧
配列は刊行順、カッコ内は「著者/挿画（挿画が複数名の場合は「表紙・本文」の順）」。
- ジャッジメントちゃいむ レムナ＝レムナの魔法石（駒尾真子 原作：Navel/西又葵・羽純りお）
- ロマンスパレット はじまりのいろ（貴成香耶 協力：SATZ/カワムラヒロキ）
- 〜Hot Sweet Night〜（持田康之（エッジワークス） 原作：煉瓦社/みついまな）
- ジャッジメントちゃいむ 赤い宝玉と恋の魔法（駒尾真子 原作：Navel/西又葵・羽純りお）
- シュラキ かくして、少女の朱き血は目覚める（沢上水也 原作：レッド・エンタテインメント グッドスマイルカンパニー/五十嵐明姫（レッド・エンタテインメント）・あいざわひろし）
- シュラキ 希望という名の毒薬（沢上水也 原作：レッド・エンタテインメント グッドスマイルカンパニー/木場智士・あいざわひろし）
- 夢色ハッピーエンド（虎ゐ春人 原作：黒星紅白/えすけー）
- シュラキ パラダイス・ロスト（沢上水也 原作：レッド・エンタテインメント グッドスマイルカンパニー/涼本夏夜・あいざわひろし）
- シュラキ ゼロとアカシックレコードの星座相（威成一 原作：レッド・エンタテインメント グッドスマイルカンパニー/山下しゅんや・あいざわひろし）
- シュラキ Avenger 死して尚、白き鴉は舞う（虎ゐ春人 原作：レッド・エンタテインメント グッドスマイルカンパニー/桜沢いずみ・あいざわひろし）
- シュラキ -The Last Dance-（虎ゐ春人 原作：レッド・エンタテインメント グッドスマイルカンパニー/ふゆの春秋・あいざわひろし）